# 金蔵寺 (足立区)
金蔵寺（こんぞうじ）は、東京都足立区にある真言宗豊山派の寺院。

## 概要
1335年（建武2年）に開山した。本尊は、かつては地蔵菩薩であったが、現在は閻魔大王である。

## 供養塔
境内には、2基の石塔がある。そのうちの「無縁塔」と刻まれている方は天保の大飢饉の犠牲者を供養した塔である。もう一つの「南無阿弥陀仏」と刻まれている石塔は遊女を供養する塔である。当寺は、いわゆる「投げ込み寺」であり、岡場所で亡くなった遊女はここに葬られたという。

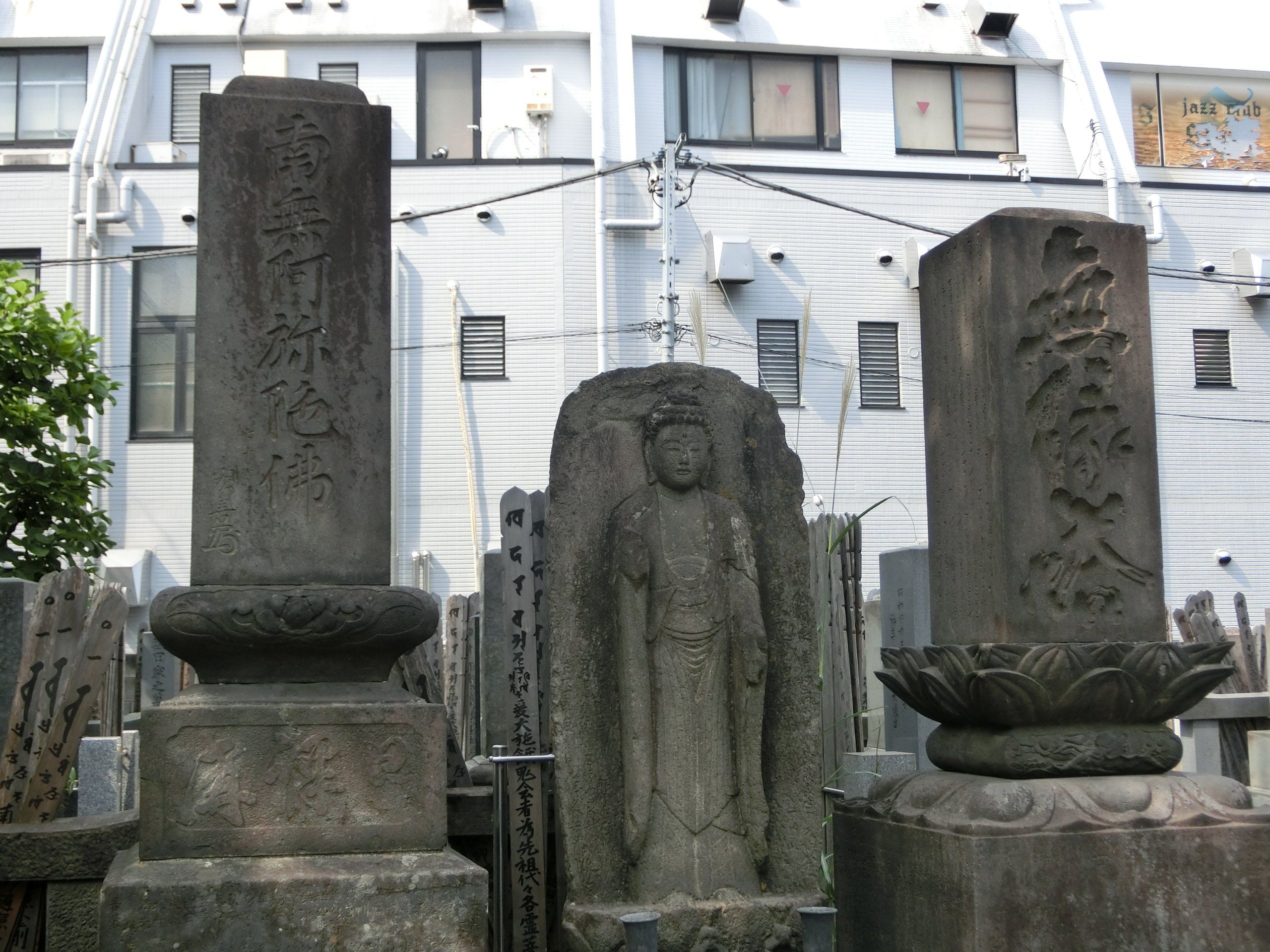
金蔵寺石塔
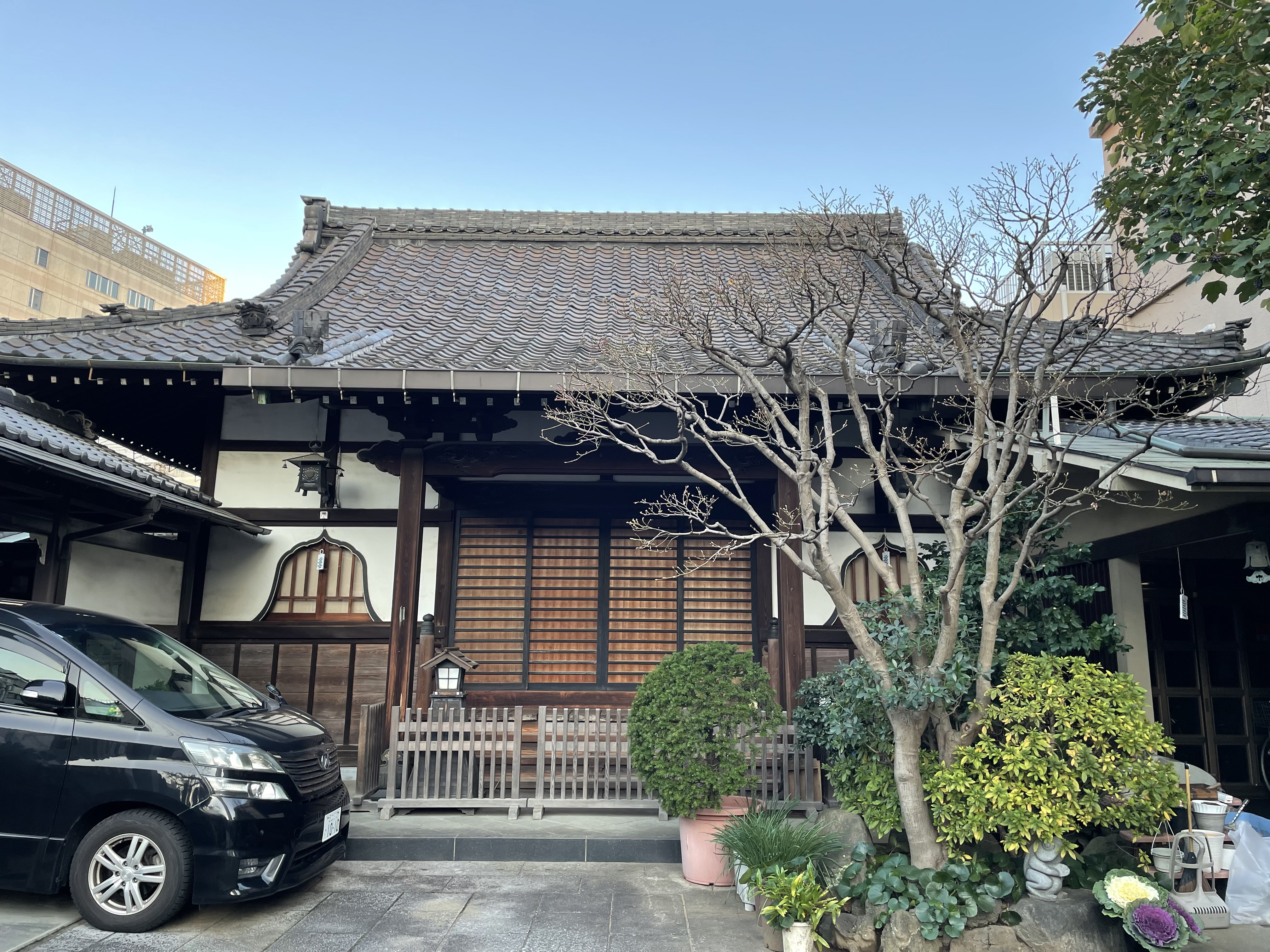
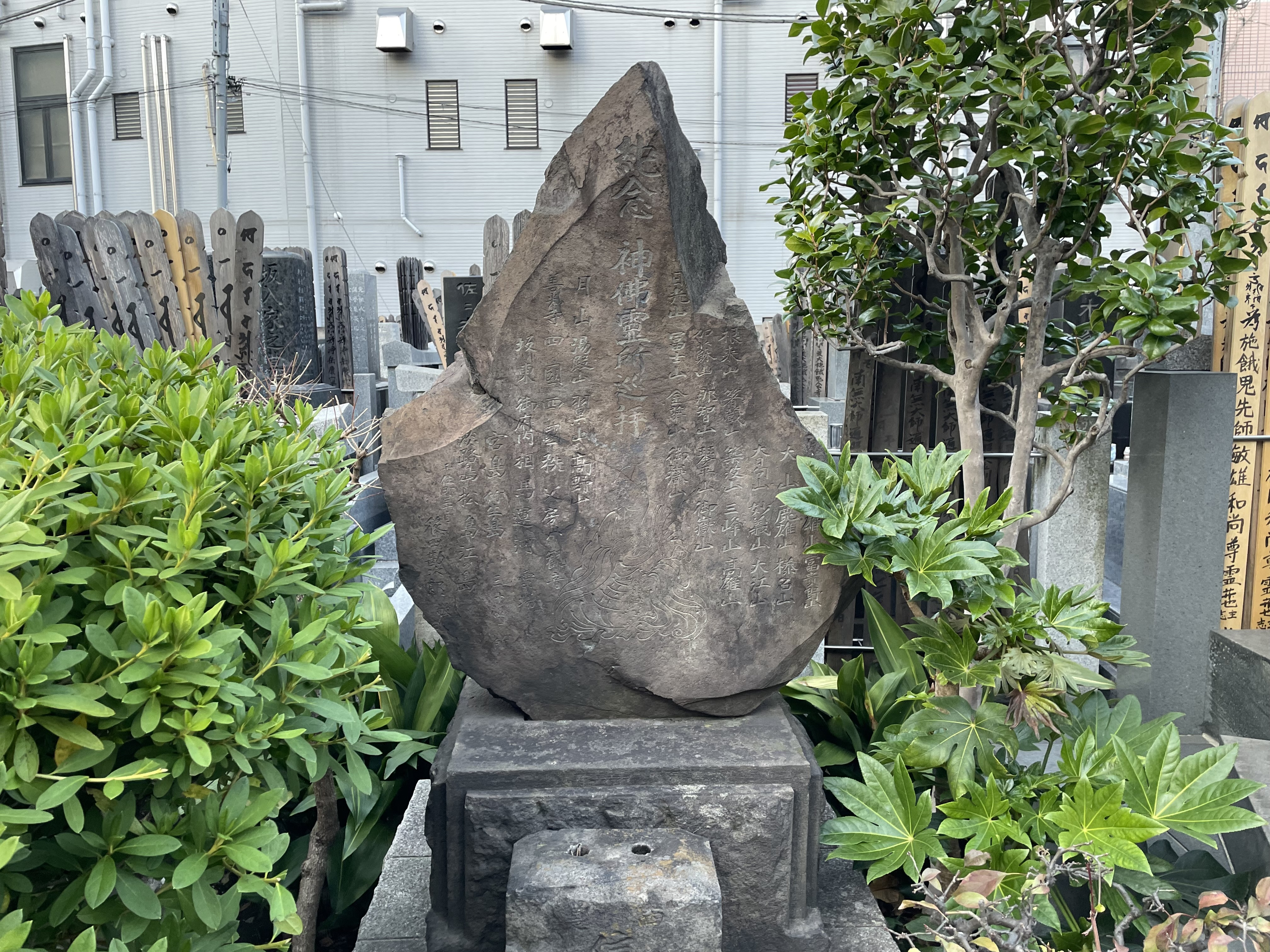
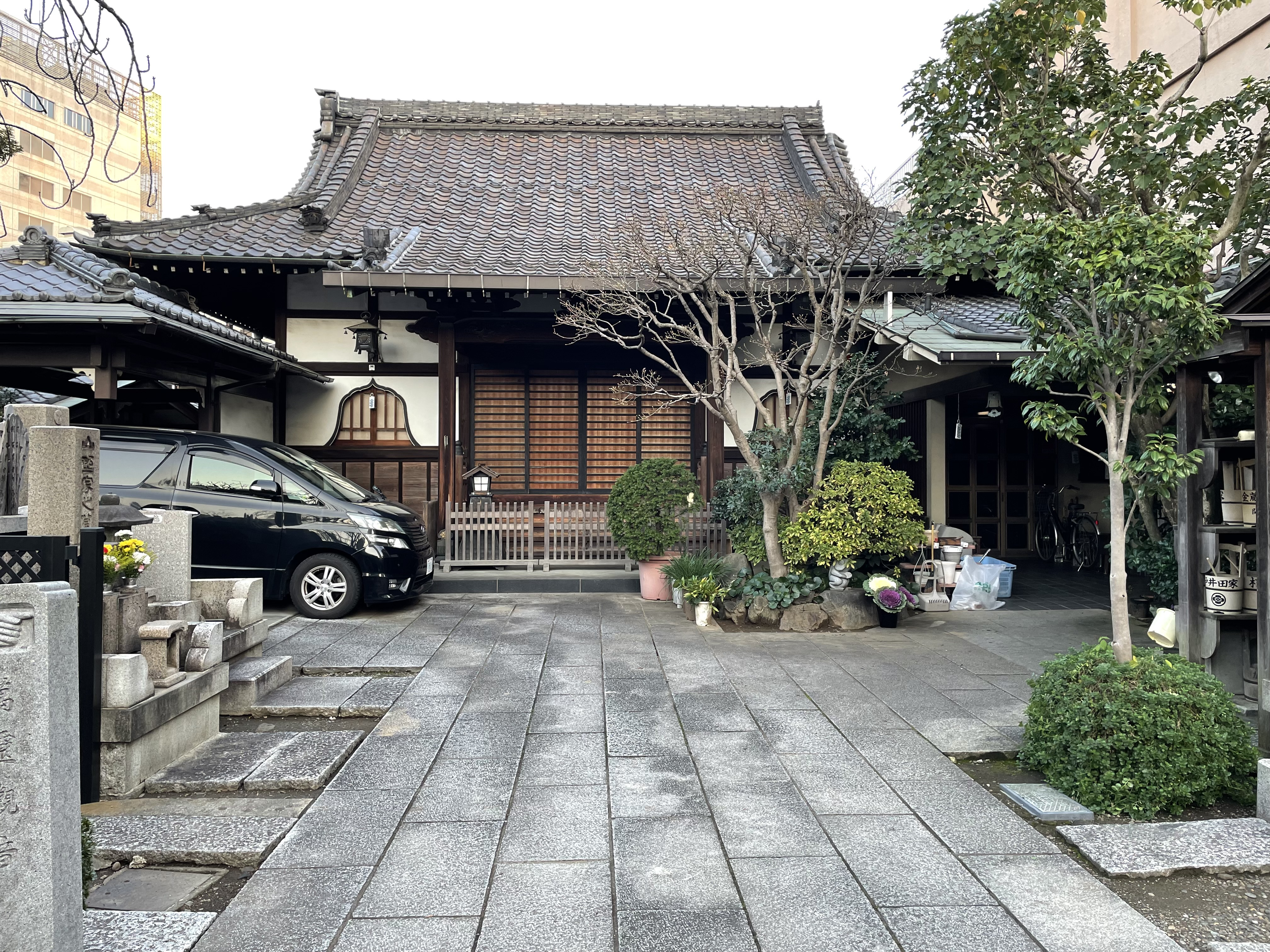

## 交通アクセス
- 北千住駅より徒歩5分[1]。